# Headlong Flight
Headlong Flight är en låt av den kanadensiska progressiv rock bandet Rush. Den släpptes som en singel den 19 april 2012. Den kom också med som den nionde låten på albumet Clockwork Angels släppt 8 juni 2012. 
Rush spelade "Headlong Flight" 107 gånger live. Den var också en av låtarna som Rush spelade på deras sista konsert den 1 augusti 2015.